# Phyllanthus pinifolius
Phyllanthus pinifolius är en emblikaväxtart som beskrevs av Henri Ernest Baillon. Phyllanthus pinifolius ingår i släktet Phyllanthus och familjen emblikaväxter. Inga underarter finns listade i Catalogue of Life.